# Farin Urlaub
Farin Urlaub, właściwie Jan Vetter (ur. 27 października 1963 w Berlinie Zachodnim) – niemiecki muzyk punkrockowy, wokalista i gitarzysta zespołu Die Ärzte, także fotograf. Jego pseudonim w języku niemieckim jest grą słów: „Fahr in Urlaub” oznacza „jedź na urlop”. W Die Ärzte gra na gitarze elektrycznej i gitarze basowej.

## Życiorys

### Wczesne lata
Urodził się w Berlinie Zachodnim jako Jan Vetter. Do siódmego roku życia mieszkał z matką w mieszkaniu w berlińskiej dzielnicy Moabit. Potem do osiemnastego roku życia wychowywał się w dzielnicy na przedmieściach Frohnau.
Jego matka często miała albumy Beatlesów, co sprawiło, że Farin Urlaub wcześnie zetknął się z muzyką. W wieku dziewięciu lat postanowił wziąć lekcje gry na gitarze od starszej pani, która uczyła go klasycznych standardów. Na kilku letnich obozach grał na gitarze. Pierwsze teksty piosenek zaczął pisać w wieku 13 lat. Po ukończeniu podstawówki Victor-Gollancz-Grundschule w Berlinie-Frohnau i berlińskiego Georg-Herwegh-Gymnasium, w wieku 16 lat udał się na szkolną wycieczkę do Londynu, gdzie jako punk grywał na ulicy razem z kolegą z klasy. W 1981 roku zaczął studiować archeologię na Wolnym Uniwersytecie Berlińskim, ale wkrótce zrezygnował ze studiów na rzecz kariery muzycznej.

### Kariera
W Berlinie poznał Belę B. (Dirka Felsenheimera) i Sahniego (Hansa Runge), z którymi w 1982 stworzył grupę Die Ärzte („Lekarze”). Zespół odniósł duże sukcesy. Die Ärzte rozpadli się w 1988, a po pięciu latach znów zaczęli nagrywać w zmienionym składzie z Rodrigo Gonzálezem. Zespół po przerwie zmienił nieco swój styl, nadal jednak są jedną z najpopularniejszych niemieckich grup muzycznych.
Farin Urlaub do dziś komponuje muzykę, a przed rozpoczęciem kariery w Die Ärzte grał też w innych niemieckich zespołach, takich jak King Køng czy Soilent Grün. W 2001 roku Urlaub rozpoczął karierę solową, którą rozwijał równolegle do działalności w Die Ärzte. Założył zespół Farin Urlaub Racing Team, z którym występował na koncertach.
Jest też poliglotą – potrafi mówić po angielsku, niemiecku, hiszpańsku, portugalsku, francusku i japońsku, mimo to śpiewa niemal wyłącznie w swoim ojczystym języku – po niemiecku.
Urlaub nie pali, nie pije alkoholu i jest przeciwnikiem narkotyków. Jest też pacyfistą. Wspiera finansowo organizacje Greenpeace, ATTAC, Amnesty International, Lekarze bez Granic i Menschen gegen Minen.
Gra prawie wyłącznie na gitarach hamburskiego producenta Cyan Guitars.

## Wybrana dyskografia

### albumy
| Rok  | Tytuł                                        |
| ---- | -------------------------------------------- |
| 2001 | Endlich Urlaub! (Nareszcie urlop!)           |
| 2005 | Am Ende der Sonne (Na końcu słońca)          |
| 2006 | Livealbum of Death                           |
| 2009 | Die Wahrheit übers Lügen (Prawda o kłamaniu) |
| 2014 | Faszination Weltraum (Fascynacja kosmiczna)  |

### single
| Tytuł                                                          | Data wydania | Tytuł albumu             |
| -------------------------------------------------------------- | ------------ | ------------------------ |
| „Glücklich” (Szczęśliwie)                                      | 10.09.2001   | Endlich Urlaub           |
| „Sumisu”                                                       | 12.11.2001   | Endlich Urlaub           |
| „OK”                                                           | 04.02.2002   | Endlich Urlaub           |
| „Phänomenal egal” (Fenomenalnie obojętne)                      | 06.05.2002   | Endlich Urlaub           |
| „Dusche” (Prysznic)                                            | 06.03.2005   | Am Ende der Sonne        |
| „Porzellan” (Porcelana)                                        | 05.06.2005   | Am Ende der Sonne        |
| „Sonne” (Słońce)                                               | 05.09.2005   | Am Ende der Sonne        |
| „Zehn (live)” (Dziesięć (na żywo))                             | 13.01.2006   | Livealbum of Death       |
| „Nichimgriff”                                                  | 17.10.2008   | Die Wahrheit übers Lügen |
| „Niemals” (Nigdy)                                              | 09.01.2009   | Die Wahrheit übers Lügen |
| „Krieg” (Wojna)                                                | 01.05.2009   | Die Wahrheit übers Lügen |
| „Zu heiß” (Za gorąco)                                          | 11.06.2010   | Die Wahrheit übers Lügen |
| „Herz? Verloren” (Serce? Zgubione)                             | 19.09.2014   | Faszination Weltraum     |
| „AWG” (Skrót „Alles wird gut”, czyli „Wszystko będzie dobrze”) | 21.11.2014   | Faszination Weltraum     |

## Filmografia
- 1985: Richy Guitar jako Richard (jako Jan Vetter)
- 2015: B-Movie: Lust & Sound in West-Berlin 1979–1989

## Biografia
- Farin Urlaub: Unterwegs 1 – Indien & Bhutan. Bildband, Schwarzkopf & Schwarzkopf, Berlin 2007, ISBN 978-3-89602-779-5.
- Farin Urlaub: Unterwegs 2 – Australien & Osttimor. Bildband, Schwarzkopf & Schwarzkopf, Berlin 2011, ISBN 978-3-86265-062-0.
- Farin Urlaub: Unterwegs 3 – Afrika: Vom Mittelmeer zum Golf von Guinea. Bildband, Schwarzkopf & Schwarzkopf, Berlin 2015, ISBN 978-3-86265-527-4.
- Farin Urlaub: Unterwegs 4 – Afrika: Vom Golf von Guinea nach Sansibar. Bildband, Schwarzkopf & Schwarzkopf, Berlin 2015, ISBN 978-3-86265-528-1.
- Farin Urlaub Racing Team: Die Rückkehr der Skateboard-Legende. FURT-Songbook. Bosworth Edition, 2009, ISBN 978-3-86543-419-7.
- Markus Karg: Die Ärzte – Ein überdimensionales Meerschwein frisst die Erde auf. Schwarzkopf & Schwarzkopf, Berlin 2001, ISBN 3-89602-369-1.
- Stefan Üblacker: Das Buch ä – Die von die ärzte autorisierte Biografie. Schwarzkopf & Schwarzkopf, Berlin 2016, ISBN 978-3-86265-585-4.